# Renju
Le renju (japonais: 連珠) est la variante professionnelle du gomoku, un jeu de plateau originaire du Japon. Il se joue avec des pierres noires et blanches sur un goban sur lequel est tracée une grille de 15 lignes horizontales par 15 lignes verticales qui déterminent 225 intersections. Le renju élimine la situation du "jeu parfait" du gomoku en ajoutant des conditions spéciales pour le premier joueur (noir). Le jeu se jouait à l'origine sur un goban de 19 x 19.

## Histoire
Par le passé on a cru que le gomoku était ancien et venait de Chine du fait qu'il utilisait le matériel du go mais les recherches n'ont rien donné. Il s'agit en réalité d'un jeu récent originaire du Japon.
Au milieu du XVIIIe siècle la famille Nijō ainsi qu'un marchant qui les fréquentait jouaient au gomoku appelé alors itsutsu ishi (五石).
En 1858, le premier livre sur le gomoku est publié, Gomoku Jōseki Collection (五石定磧集), le jeu était appelé kakugo.
En 1899, Ruikō Kuroiwa (黒岩涙香) publie une stratégie gagnante pour le premier coup dans le journal japonais Yorozu chōhō, le 6 décembre 1899 dans le même journal il propose que le jeu s'appelle renju. Le vrai nom de Ruikō Kuroiwa était Goraku Takayama (高山互楽), premier champion Meijin de renju.
En 1931, Takagi Rakuzan (高木楽山) le troisième champion Meijin de renju a préconisé de jouer sur un goban de 15 x 15 et d'interdire de jouer le coup 4-4 au premier coup de noir.
En 1966, la fédération japonaise de renju, Nihon Renju Sha est créée.
En 1988, la fédération internationale de renju est créée.
En 1989, le premier championnat du monde se tient à Tokyo.

## Règles
Contrairement au gomoku, le renju a une séquence unique de mouvements d'ouverture:
1. Le premier joueur place deux pierres noires et une pierre blanche sur le plateau.
2. Le second joueur choisit alors de savoir s’il veut jouer en noir ou blanc.
3. Blanc place ensuite une pierre de plus sur le plateau.
4. Noir place 2 pierres noires sur le plateau.
5. Blanc supprime l'une des deux pierres noires du mouvement précédent.
6. Blanc place une pierre blanche.

Après que cette séquence est terminée, noir et blanc continuent à tour de rôle de placer leurs pierres.
Cependant, l'Assemblée générale extraordinaire de la Fédération internationale de renju de 2008 a créé trois nouveaux ensembles de règles d'ouvertures qui remplacent l’ancienne séquence ci-dessus : Soosörv, Taraguchi, et Yamaguchi. Au cours de cette assemblée, un système de rejet de leur utilisation a également été approuvé.
Il y a certains mouvements que Noir n'est pas autorisé à faire :
- Il n'a pas le droit de réaliser de double série de 3 ou 4 pions alignés ou séparés par une seule intersection (ce que l'on appelle un "trois-trois" ou un "quatre-quatre")

- Overline - Interdiction d’aligner plus de 5 pions, par exemple en réunissant 2 et 3 ou 4 pions déjà à la file pour obtenir un six ou un sept.

Noir ne peut gagner le match qu'en alignant cinq pierres noires verticalement, horizontalement ou en diagonale.
Blanc peut gagner soit en :
- alignant cinq (ou plus) pierres blanches dans une rangée
- forçant Noir à faire un des mouvements interdits  ci-dessus.

## Les championnats du monde
Les championnats du monde de renju ont eu lieu tous les deux ans, depuis 1989.
| Année du titre | Lieu                          | Champion                                | 2e                 | 3e                 | Règle d'ouverture      |
| -------------- | ----------------------------- | --------------------------------------- | ------------------ | ------------------ | ---------------------- |
| 1989           | Kyoto, Japon                  | Shigeru Nakamura (joueur de renju) (en) | Hideki Nara        | Toshio Nishimura   | Swap opening rule      |
| 1991           | Moscou, URSS                  | Shigeru Nakamura                        | Makoto Yamaguchi   | Aldis Reims        | Swap opening rule      |
| 1993           | Arjeplog, Suède               | Ando Meritee (en)                       | Hideki Nara        | Aldis Reims        | Swap opening rule      |
| 1995           | Tallinn, Estonie              | Norihiko Kawamura (en)                  | Ando Meritee       | Dmitry Ilyin       | Swap opening rule      |
| 1997           | Saint-Pétersbourg, Russie     | Kazuto Hasegawa (en)                    | Ando Meritee       | Takashi Sagara     | RIF opening rule       |
| 1999           | Pékin, Chine                  | Ando Meritee                            | Igor Sinyov        | Stefan Karlsson    | RIF opening rule       |
| 2001           | Kyoto, Japon                  | Ando Meritee                            | Vladimir Sushkov   | Igor Sinyov        | RIF opening rule       |
| 2003           | Kyoto, Japon                  | Tunnet Taimla (en)                      | Vladimir Sushkov   | Ando Meritee       | RIF opening rule       |
| 2005           | Tallinn, Estonie              | Ando Meritee                            | Vladimir Sushkov   | Konstantin Chingin | RIF opening rule       |
| 2007           | Tioumen, Russie               | Wu Di (en)                              | Konstantin Chingin | Yusui Yamaguchi    | RIF opening rule       |
| 2009           | Pardubice, République tchèque | Vladimir Sushkov (en)                   | Tunnet Taimla      | Cao Dong           | Yamaguchi opening rule |
| 2011           | Huskvarna, Suède              | Cao Dong (en)                           | Lin Huang-Yu       | Huang Jinxian      | Yamaguchi opening rule |
| 2013           | Tallinn, Estonie              | Tunnet Taimla                           | Yuuki Oosumi       | Vladimir Sushkov   | Yamaguchi opening rule |
| 2015           | Souzdal, Russie               | Qi Guan (en)                            | Lin Huang-Yu       | Lan Zhiren         | Yamaguchi opening rule |
| 2017           | Taipei, Taiwan                | Vladimir Sushkov                        | Zhu Jianfeng       | Lin Shu-Hsuan      | Soosyrv-8 rule         |
| 2019           | Tallinn, Estonie              |                                         |                    |                    | Soosyrv-8 rule         |